# صعلوتي (حديبو)

تعديل مصدري - تعديل

صعلوتي هي إحدى قرى مديرية حديبو التابعة لمحافظة سقطرى، بلغ تعداد سكانها 334 نسمة حسب تعداد اليمن لعام 2004.